# Episodi di Frontiera (terza stagione)
La terza stagione della serie televisiva Frontiera, composta da 6 episodi, è stata interamente pubblicata a livello internazionale il 23 novembre 2018 sul servizio on demand Netflix. In Canada, verrà trasmessa dal 7 dicembre 2018 su Discovery Channel. 
| n° | Titolo originale             | Pubblicazione USA | Pubblicazione Italia |
| -- | ---------------------------- | ----------------- | -------------------- |
| 1  | The Low Road                 | 23 novembre 2018  | 23 novembre 2018     |
| 2  | La Fin Du Monde              | 23 novembre 2018  | 23 novembre 2018     |
| 3  | Satanazes                    | 23 novembre 2018  | 23 novembre 2018     |
| 4  | All For All and None For One | 23 novembre 2018  | 23 novembre 2018     |
| 5  | House of the Lord            | 23 novembre 2018  | 23 novembre 2018     |
| 6  | The Sins of the Father       | 23 novembre 2018  | 23 novembre 2018     |